# Маргарет Локвуд
Маргарет Локвуд (англ. Margaret Lockwood; 15 вересня 1916 — 15 липня 1990) — британська акторка театру, кіно та телебачення, популярна в 1940-ті. Відома головною роллю у фільмі Альфреда Гічкока «Леді зникає».

## Біографія
Маргарет Мері Локвуд Дей (англ. Margaret Mary Lockwood Day) народилася в місті Карачі в Британської Індії (нині Пакистан) в родині англійця і ірландки. Батько був адміністратором місцевої залізничної компанії. Ще дитиною Локвуд із сім'єю повернулася до Англії, де здобула освіту і захопилася театром.
Її перша поява на сцена відбулося в 12-річному віці в п'єсі «Сон в літню ніч», де вона виконала роль феї. Її перші кроки в акторській кар'єрі були дуже стрімкі, і вже в 1932 році вона грала на сцені Королівського театру Друрі-Лейн в Лондоні. Надалі Локвуд пройшла курс стажування в Королівській академії драматичного мистецтва, звернувши цим на себе увагу ряду театральних продюсерів, які стали запрошувати її в численні успішні постановки на театральних сценах Лондона.
У 1934 році Марагрет Локвуд дебютувала в кіно, а першого великого успіху на світових кіноекранах вона досягла в 1938 році після ролі Айріс Гендерсон в комедійному трилері Альфреда Гічкока «Леді зникає». У 1940-х за акторкою закріпилося амплуа кінонегідниці, після ряду яскравих ролей в британських мелодрамах. Найбільш знаменитою стала її Барбара Ворт у фільмі «Зла леді» в 1945 році. Протягом десятиліття Маргарет Локвуд залишалася однією з найбільш затребуваних британських зірок, отримавши в 1946 році за свої ролі Національну британську кінопремію.
Попри успіхи в кіно, до середини 1950-х Локвуд припинила з'являтися на великому екрані, зосередивши всі свої зусилля знову на театральній сцені, де продовжувала з успіхом виступати до початку 1980-х. У 1976 році, через 20 років, акторка знову з'явилася на кіноекранах у британському кіномюзиклі «Туфелька і троянда», втіливши злу мачуху.
У 1981 році Локвуд була удостоєна титулу Дами-командора Ордена Британської імперії. Останні роки Маргарет Локвуд провела усамітнено в лондонському районі Кінгстон-апон-Темс, де й померла від цирозу печінки в липні 1990 року. Від шлюбу з Рупертом Леоном (1937—1949) у Маргарет Локвуд залишилася дочка Джулія Локвуд (нар. 1941), яка також стала акторкою.

## Вибрана фільмографія
- 1938 — Леді зникає (англ. Lady Vanishes)
- 1939 — Сюзанна з гір (англ. Susannah of the Mounties)
- 1945 — Зла леді (англ. The Wicked Lady)